# Carlos Alhinho
Carlos Alexandre Fortes Alhinho (São Vicente, 10 de janeiro de 1949 – Benguela, 30 de maio de 2008) foi um defesa central internacional português e treinador. Como jogador notabilizou-se sobretudo ao serviço do Benfica, Sporting e Académica. Teve ainda uma importante carreira como treinador assumindo as seleções de Cabo Verde e Angola.

## Carreira como Jogador
Carlos Alhinho começou a sua carreira profissional na Académica de Coimbra, tendo integrado a equipa dos famosos Pardalitos do Choupal que tanto trabalho deram ao Benfica na final da Taça de Portugal de 1969, com a revolta estudantil e ao Manchester City nos quartos de final da Taça das Taças de 1970.
Petence ao grupo restrito dos jogadores que atuaram pelo três grandes em Portugal.
Foi campeão nacional venceu a Taça de Portugal, tanto pelo Benfica como pelo Sporting. Venceu ainda a Supertaça Cândido de Oliveira em 1980 pelo Benfica.

## Seleção
Carlos Alhinho foi convocado por José Augusto para a seleção A de Portugal em 1973 (28 de março), frente à Irlanda do Norte. Vestiu a camisola das quinas por 15 vezes.

## Carreira como Treinador
Carlos Alhinho começou a sua carreira como treinador no Lusitano de Évora em 1983, tendo orientado a turma verde branca por duas temporadas na antiga 2.ª Divisão Nacional. Seguidamente foi nomeado selecionador nacional do seu arquipélago natal de Cabo Verde. Seguiram-se várias temporadas no Académico de Viseu, com passagens por Penafiel e Portimonense. 
Em 1994 abraça aquele que terá sido o seu desafio mais frutuoso, tendo conduzido a seleção angolana de futebol à sua primeira presença de sempre na Taça de África da Nações. Nessa passagem pela seleção angolana lançou ainda um jovem de apenas 17 anos chamado Akwá.
Teve outras experiências em Marrocos no FAR Rabat e em Angola com o ASA, antes de retomar uma vez mais a seleção angolana em 2000. Em 2001 treina o Badajoz e inicia um périplo pelo Golfo Pérsico treinando equipas do Qatar, Barém e Arábia Saudita com novas passagens por Angola e pela seleção de Cabo Verde pelo meio. Torna-se o primeiro treinador português a marcar presença numa final da Taça do Emir do Qatar pelo Al Ahli.

## Vida Pessoal
Era irmão mais velho da cantora e compositora Teté Alhinho.

## Morte
No dia 30 de maio de 2008, Carlos Alhinho caiu tragicamente no fosso do elevador do Hotel M'ombaka, no sexto piso, alegadamente por ter confiado na informação do mostrador do ascensor, que indicava que se encontraria ali.
Segundo testemunhas oculares, foi tentada no local a reanimação do antigo treinador de futebol, que estava em conversações com a equipa local Primeiro de Maio.
As circunstâncias da morte continuam a ser objeto de especulação, tendo o seu filho Kaica Alhinho travado uma batalha na justiça para apurar toda a verdade.

## Palmarés
Como jogador:
- Primeira Liga (3) - 1973/73, 1976/77, 1980/81
- Taça de Portugal (4) - 1972/73, 1973/74, 1979/80, 1980/81
- Supertaça Cândido de Oliveira (1) 1980